# Vítor Gaspar
Vítor Louçã Rabaça Gaspar (ur. 9 listopada 1960 w Manteigas) – portugalski ekonomista, od 2011 do 2013 minister finansów w rządzie Pedra Passosa Coelho.

## Życiorys
Ukończył studia ekonomiczne na Portugalskim Uniwersytecie Katolickim. Uzyskał doktorat z nauk ekonomicznych na Uniwersytecie Nowym w Lizbonie.
Od 1998 do 2004 był dyrektorem generalnym w Europejskim Banku Centralnym. Po powrocie do kraju sprawował funkcję dyrektora departamentu badań i statystyki Banku Portugalii oraz szefa studiów ekonomicznych w Ministerstwie Finansów. W latach 2007–2010 pełnił obowiązki szefa Biura Doradców ds. Polityki Europejskiej (BEPA) przy przewodniczącym Komisji Europejskiej José Manuelu Barroso. W czerwcu 2011 został wysunięty na urząd ministra finansów w rządzie Pedra Passosa Coelho. Zakończył urzędowanie w lipcu 2013. Został później dyrektorem departamentu w Międzynarodowym Funduszu Walutowym.
Vítor Gaspar jest żonaty, ma troje dzieci.